# The Cathay
The Cathay es un edificio de uso mixto que incluye un cine de 17 plantas, un centro comercial y de apartamentos situado en Handy Road y Mount Sophia en el Área del Museo de Planificación de Singapur. Poseído y manejado por la organización Cathay, el edificio fue originalmente inaugurado en 1939 como Cathay Building. En 2000, se cerró para su remodelación y fue reabierto como The Cathay en marzo de 2006. El edificio incorpora elementos del viejo edificio Cathay, incluyendo su fachada que se conserva como monumento nacional.